# Casalots (Vilanoveta)
Casalots és el nom d'un paratge del terme municipal de Conca de Dalt, al Pallars Jussà, a l'antic terme d'Hortoneda de la Conca, en territori del poble del Mas de Vilanova.
Està situat a migdia del que fou el centre de Vilanoveta, on hi ha Casa Toà i les restes de l'església de Sant Martí; és al sud-oest de Casa Boer. És un coster a la dreta del riu de Carreu, que pel costat del riu queda acinglerat. En aquest lloc hi havia hagut el vell poble del Mas de Vilanova, amb les restes de l'antiga església de Sant Pere.